# Батони (Тренто)
Батони је насеље у Италији у округу Тренто, региону Трентино-Јужни Тирол.
Према процени из 2011. у насељу је живело 443 становника. Насеље се налази на надморској висини од 374 м.